# Masyw serpentynitowy Sobótki
Masyw serpentynitowy Sobótki − niewielka jednostka geologiczna w środkowej części bloku przedsudeckiego.
Od zachodu graniczy z masywem Strzegom-Sobótka, od północy z metamorfikiem Imbramowic, od wschodu i od południa z amfibolitami Wieżycy i masywem gabrowym Ślęży.
Masyw zbudowany jest ze skał metamorficznych − serpentynitów.
Pod względem geograficznym położony jest na Przedgórzu Sudeckim, buduje niewielkie wzniesienia pomiędzy Sobótką a Strzeblowem, na północ od góry Ślęży.